# Packy Axton
Charles "Packy" Axton, né le 17 février 1941 à Memphis, Tennessee, et mort le 20 janvier 1974 dans la même ville, est un musicien américain de rhythm and blues, joueur de saxophone ténor, chef d' orchestre et musicien de studio. Il est successivement membre des groupes The Mar-Keys, The Packers et The Pac-Keys.

## Biographie
Charles Axton est le fils d'Everett et d'Estelle Axton. Elle et son frère, Jim Stewart, sont les fondateurs du label Satellite Records, qui devient ensuite Stax Records.
En 1959, Packy Axton devient membre des Royal Spades, un groupe formé par Steve Cropper, Donald "Duck" Dunn, Charlie Freeman et Terry Johnson, qui s'est élargi pour inclure une section de cuivres composée d'Axton, Don Nix et Wayne Jackson. En 1961, ils se rebaptisent The Mar-Keys et obtiennent un grand succès avec Last Night (no 3 du Billboard Hot 100, no 2 du classement R&B). Axton, Cropper et Jackson sont les seuls membres du groupe à jouer sur l'album qui suit ; les autres parties sont interprétées par des musiciens de session.
Les Mar-Keys se fractionnent rapidement en ce deux groupes distincts ; les Mar-Keys qui continuent à enregistrer en studio et à sortir des disques sur Stax, sont souvent un ensemble de musiciens complètement différent des Mar-Keys qui se produisent en concerts. Après que Cropper ait quitté le groupe de scène en 1961, bientôt suivi par Duck Dunn, Axton en devient le leader effectif. Il travaille également comme musicien de session à Stax, collaborant parfois avec les Mar-Keys du studio (y compris Cropper et Dunn), mais aussi avec d'autres artistes, dont Otis Redding. Puis Axton quitte Memphis en 1965, rompant de fait sa relation avec les Mar-Keys, pour vivre à Los Angeles, apparemment après une série de désaccords avec Jim Stewart.
Plus tard en 1965, quand la revue Stax se produit à Los Angeles, le disc jockey Magnificent Montague persuade Axton d'enregistrer avec Cropper, Booker T. Jones et Al Jackson, tous membres de Booker T. and the M.G.'s. Ils enregistrent ensemble Hole in the Wall, un morceau instrumental que Montague sort ensuite sous le nom The Packers ; il atteint la 43e position du palmarès pop et la 5e place du classement R&B. Axton forme alors un nouveau groupe pour promouvoir ce disque.
Plus tard, Axton revient à Memphis. En 1966-1967, il est membre des Pac-Keys, un groupe instrumental qui sort deux singles. Le premier, Stone Fox, connaît un certain succès sur le plan régional, mais aucun des deux n'est classé au niveau national. Après 1967, Axton dirige le Satellite Record Shop, le magasin de disque attenant au studio Stax, se produisant occasionnellement avec des musiciens tels que Charlie Rich.
Axton meurt à Memphis en janvier 1974, à l'âge de 32 ans. Selon une source, une cirrhose du foie serait la cause de son décès, mais selon une autre source, il serait mort d'une crise cardiaque.